# 乌奴耳镇
乌奴耳镇，是中华人民共和国内蒙古自治区呼伦贝尔市牙克石市下辖的一个乡镇级行政单位。

## 行政区划
乌奴耳镇下辖以下地区：
乌东社区和乌西社区。